# Ormyrus laosensis
Ormyrus laosensis är en stekelart som beskrevs av T.C. Narendran 1999. Ormyrus laosensis ingår i släktet Ormyrus och familjen kägelglanssteklar.
Artens utbredningsområde är Laos. Inga underarter finns listade i Catalogue of Life.